# Гильом II (граф Ангулема)

Графство Ангулем на карте Франции 1030 г.

Гильом II Тайлефер (фр. Guillaume Taillefer, (ум. ок. 945) — граф Ангулема с 926. В действительности первый ангулемский граф этого имени, но по традиции нумеруется вторым, а Гильомом I считается его дядя, граф Перигора.
Сын Альдуина I. Когда тот умер (916), Гильом был несовершеннолетним, и править Ангулемом от его имени стал Адемар (граф Пуатье) (вероятно, его дядя — брат жены Алдуина). И только в 926 году Гильом полностью вступил в свои права.
Гильом Тайлефер с юного возраста участвовал в отражении набегов викингов. Хронист Адемар де Шабан рассказывает, как во время одного из сражений он вызвал на поединок их предводителя Сторина и своим тяжелым мечом поразил противника через металлические латы. Отсюда прозвище Тайлефер — разрубающий железо (лат. Sectoris ferri), которое стало родовым именем.
Завещание Гильома датировано 945 годом. Вероятно, в этом или следующем году он умер, и был похоронен в аббатстве Сен-Сибар.
Гильом Тайлефер женат не был, но оставил двоих незаконнорождённых сыновей. Старший из них, Арно Манцер, впоследствии (в 975 году) стал графом Ангулема.
Возможно, сыном Гильома был также Адемар II, упоминаемый в качестве графа Ангулема в конце 940-х гг.